# Элейн Стюарт
Элейн Стюарт (англ. Elaine Stewart, урождённая Элзи Стайнберг (англ. Elsy Steinberg), 31 мая 1930 — 27 июня 2011) — американская актриса, телеведущая и фотомодель.
Родилась в Нью-Джерси одной из пяти детей в еврейской семье. В юности занималась модельным бизнесом, сменив имя на более благозвучное Элейн Стюарт, и став в 1952 году девушкой годы журнала «See Magazine». В дальнейшем она также снималась для журналов «Playboy» и «Photoplay». В том же 1952 году состоялся её дебют в кино, где одну из первых ролей она сыграла в мелодраме Винсента Миннелли «Злые и красивые». В дальнейшем у неё были роли в фильмах «Малышка Бесс» (1953), «Взять высоту» (1953), «Бригадун» (1954), «Опасный перегон» (1957), «Порванное платье» (1957), «Рассвет и закат Легза Даймонда» (1960) и «Семь задач» (1961).
С 1961 по 1963 год Стюарт была замужем за актёром Биллом Картером. Спустя год после развода она вышла замуж за продюсера Меррилла Хиттера, от которого родила двоих детей. После нескольких ролей на телевидении в сериалах «Правосудие Берка» и «Перри Мейсон», актриса завершила свою карьеру, посвятив себя воспитанию детей. В 1970-х годах она вернулась на телевидение, на этот раз в качестве ведущей двух игровых шоу, продюсером которых был её супруг.
Элейн Стюарт умерла после продолжительной болезни в Беверли-Хиллз в 2011 году в возрасте 81 года.